# Маккья-д’Изерния
Маккья-д’Изерния (итал. Macchia d'Isernia) — коммуна в Италии, располагается в регионе Молизе, в провинции Изерния.
Население составляет 955 человек (2008), плотность населения составляет 56 чел./км². Занимает площадь 17 км². Почтовый индекс — 86070. Телефонный код — 0865.
Покровителем коммуны почитается святитель Николай Мирликийский, чудотворец, празднование 9 мая.

## Демография
Динамика населения:

## Администрация коммуны
- Официальный сайт: http://www.comune.macchiadisernia.is.it/